# Bulawayo
Bulawayo är Zimbabwes näst största stad, efter huvudstaden Harare. Folkmängden beräknades till cirka 730 000 invånare 2016. Staden tillhör ingen provins utan är en egen administrativ enhet på samma nivå som landets provinser.

## Historia
Staden grundades av Ndebelekungen uMzilikazi kaMatshobana omkring år 1840. Under Matabelekriget 1893, då Matabele invaderades av sydafrikanska trupper från BSAC (British South Africa Company), tvingades den dåvarande kungen Lobengula att fly staden och bege sig norrut. BSAC och vita nybyggare ockuperade staden. Den 4 november 1893 deklarerade Leander Starr Jameson att Bulawayo nu styrdes av BSAC. Cecil John Rhodes beordrade att staden skulle återuppbyggas på ruinerna av den kungliga staden Lobengula. 1897 fick den nya staden Bulawayo status som kommun och 1943 även status som stad. 

### Modern tid
Under senare år har levnadsstandarden sjunkit rejält i Bulawayo på grund av den ekonomiska krisen i landet. Bland problemen kan nämnas hög arbetslöshet, brister i vattenförsörjningen samt låg investeringsgrad. 2008 bröt kolera ut i staden. Bulawayo kännetecknas också av att oppositionen mot Robert Mugabe har ett starkt fäste i staden.

## Geografi
Staden ligger på slätter i närheten till flodområdåderna mellan Zambezi och Limpopofloderna. Klimatet är subtropiskt eftersom staden ligger på relativt hög höjd. 

## Sport
Bulawayo har bland annat två stora cricketlag, Queens Sports Club och Bulawayo Athletic Club. De har också rugbyklubben Hartsfield Rugby och fotbollslagen Highlanders och Zimbabwe Saints.

## Vänort
- Aberdeen, Skottland